# Prisopus fisheri
Prisopus fisheri är en insektsart som beskrevs av Charles Joseph Gahan 1912. Prisopus fisheri ingår i släktet Prisopus och familjen Prisopodidae. Inga underarter finns listade i Catalogue of Life.